# Nordkettenbahn

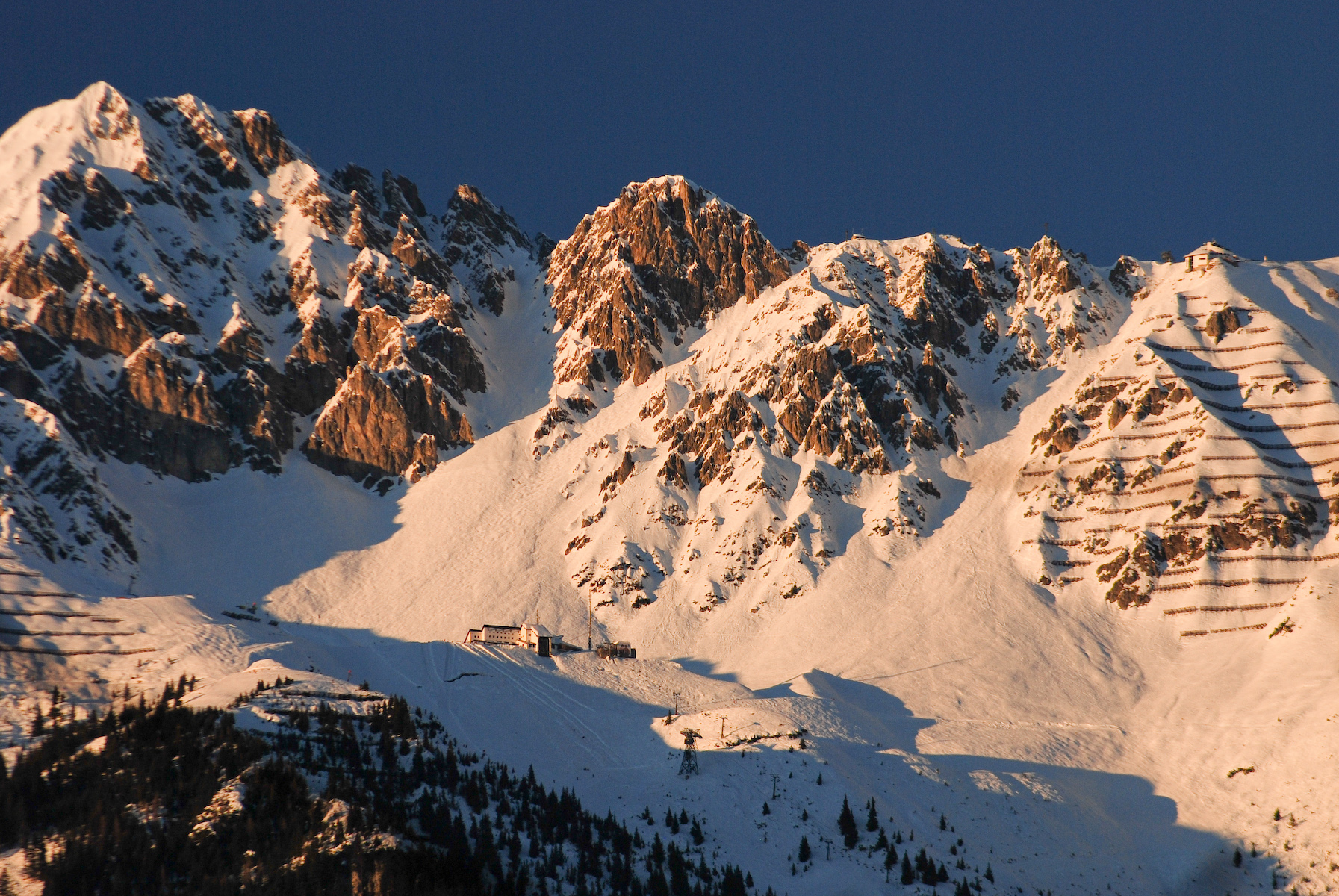
Seegrube und Hafelekar

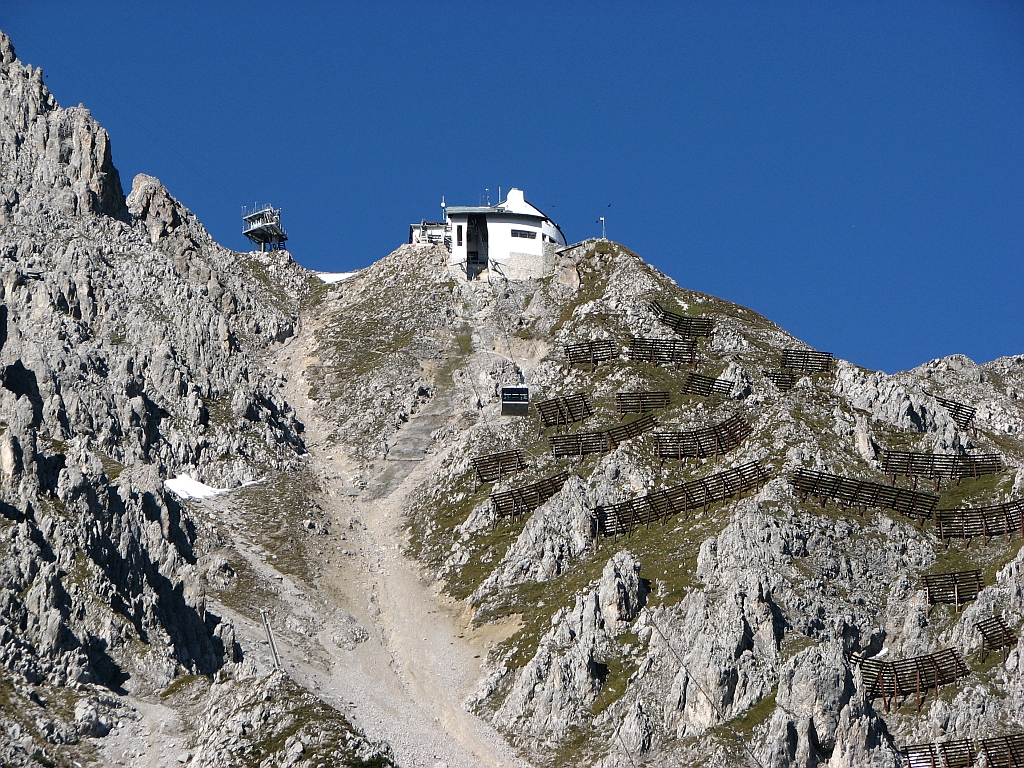
Die Gondel der zweiten Sektion Seegrube - Hafelekar fährt in die Station Hafelekar ein.

Die Innsbrucker Nordkettenbahnen in Tirol erschließen die Nordkette, die südlichste Gebirgskette des Karwendel.
Sie führen in drei Sektionen von der Innenstadt Innsbruck, über den Stadtteil Hungerburg, zur Station Seegrube (1905 m ü. A.), weiter auf die Bergstation Hafelekar (2269 m ü. A.). Die Sektion 1, von der Innsbrucker Altstadt zur Hungerburg ist erschlossen durch die Schienenseilbahn „Hungerburgbahn“, die Sektionen 2 und 3, zur Station Seegrube und zum Hafelekar, durch zwei Luftseilbahnen mit insgesamt drei Kabinen.

## Geschichte
Erste Vorkonzessionen für einen Seilbahnbau von der Hungerburg auf das Hafelekar wurden schon Anfang des 20. Jahrhunderts erteilt. Im Jahr 1925 erörterte Karl Innerebner sein Projekt einer Luftseilbahn auf das Hafelekar. Doch erst 1927 fasste die damals noch selbstständige Gemeinde Hötting einen Baubeschluss. Am 15. Juli 1927 konnte mit dem Bau der Pendelbahn durch die Fa. Adolf Bleichert & Co. und der Simmeringer Maschinen- und Waggonfabrik begonnen werden, am 9. Juli 1928 wurde die erste, 2.885 m lange Teilstrecke Hungerburg–Seegrube (1905 m ü. A.) eröffnet. Am 21. Juli desselben Jahres wurde die zweite, obere, 752 m lange Teilstrecke Seegrube–Hafelekar eröffnet. In der unteren Teilstrecke verkehrten zwei Kabinen im Pendelbetrieb, in der oberen Teilstrecke eine Kabine. Die Stationsgebäude wurden vom Architekten Franz Baumann geplant.
In den Jahren 1929–1932 wurden 297.028 Fahrgäste befördert und ein Gewinn von 204.481 Schilling erwirtschaftet. Im Jahr 1937 wurde eine Zusteigstelle bei Stütze 3 errichtet. Diese wurde bis 1966 betrieben und nach einer Zerstörung durch Lawinen aufgelassen. 1940 übernahmen die Innsbrucker Stadtwerke die Bahn. 1945 wurden durch die Jenbacher Werke neue Kabinen geliefert. In den 1950er Jahren kam es zu einem mehrmaligen Umbau der Bahn, um die Beförderungsleistung anzuheben, darunter ein Generalumbau der Bahn 1958–1960. 1979 übernahmen die Innsbrucker Verkehrsbetriebe die Nordkettenbahn. 1996 übernahmen die Zeller Bergbahnen die Nordkettenbahn, die jedoch nach Differenzen über Maßnahmen zur Attraktivitätssteigerung von der Stadt Innsbruck zurückgekauft wurde. Die mit der Zeit veralteten technischen Anlagen führten über einen längeren Zeitraum zu Plänen über einen Umbau oder Neubau der Bahn.
Derzeit verteilen sich die Anteile Innsbrucker Kommunalbetriebe AG 51 % (hälftig Stadt Innsbruck, Land Tirol), Stadt Innsbruck 35 %, Tourismusverband Innsbruck und seine Feriendörfer 9 %, Innsbrucker Verkehrsbetriebe und Stubaitalbahn GmbH 5 % (Stadt Innsbruck indirekt  70,5 %, Rest Land), sodass die Stadt Mehrheitseigentümer der Bahn ist (Innsbrucker Nordkettenbahnen GmbH). Betrieben wird sie von einer Privatfirma (Innsbrucker Nordkettenbahnen Betriebs-GmbH, A-WAY Spittal/Drau und Leitner Sterzing).

### Erneuerung der Nordkettenbahn 2004
Die Erneuerung der Anlagen wurde im Jahr 2004 als internationaler Wettbewerb ausgeschrieben, welcher im Dezember dieses Jahres mit dem realisierten Siegerprojekt abgeschlossen wurde. Die Federführung bei der architektonischen Ausgestaltung übernahm dabei die britisch-irakische Architektin Zaha Hadid, welche auch die neue Bergiselschanze in Innsbruck entworfen hatte. Ab Ende 2005 wurden die Arbeiten an dem geringfügig modifizierten Entwurf im Rahmen einer Public Private Partnership durchgeführt. Beteiligt waren die Innsbrucker Nordkettenbahnen GmbH als Tochtergesellschaft der Stadt Innsbruck, STRABAG und die Leitner AG. Die STRABAG wird die Bahn über einen limitierten Zeitraum betreiben, danach fallen die Anlagen an die Stadt Innsbruck zurück. Die Arbeiten wurden mit der Inbetriebnahme der neuen Einrichtungen im Dezember 2006 abgeschlossen.
Das gesamte Projekt war in drei Abschnitte gegliedert: die Neutrassierung und der Neubau der Hungerburgbahn sowie die Erneuerung der Bahnen zwischen der Hungerburg und der Station Seegrube bzw. der Station Seegrube und der Bergstation Hafelekar. Bei der technischen Ausgestaltung der Abschnitte der Nordkettenbahn waren neben der Steigerung der Beförderungskapazität auch denkmalschützerische Aspekte zu berücksichtigen. Die in den 1920er Jahren von Franz Baumann gestalteten Stationsgebäude blieben dabei weitestgehend erhalten, die notwendigen Veränderungen wurden unter der Leitung der Architekten Schlögl und Süß durchgeführt. Die Hafelekarbergstation (Gebiet Mühlau), das Betriebsgebäude und Hotel Seegrube (Gebiet Hötting) wie auch die Talstation Hungerburg (Gebiet Mühlau) stehen unter Denkmalschutz.
Die Erneuerung umfasste geringfügige Umbauten an den Gebäuden der Station, den Rückbau von Einrichtungen, welche seit der Erbauung 1927/28 eingefügt wurden sowie einen vollständigen Austausch der technischen Anlagen. Die neuen Bahnen haben nun eine Transportkapazität von 800 Personen pro Stunde zwischen der Talstation Hungerburg und der Mittelstation Seegrube und 620 Personen pro Stunde zwischen der Seegrube und der Bergstation Hafelekar.

## Tourismus
Die Seegrube und besonders die Hafelekarspitze sind Aussichtspunkte auf die Stadt Innsbruck und das Inntal sowie das Karwendel.
Im Sommer ist das Gebiet Ausgangspunkt von Wanderungen auf der Nordkette und im Karwendel. Wenige Meter westlich der Station Hafelekar befindet sich der Einstieg zum Innsbrucker Klettersteig, unterhalb der Sektion Hungerburg - Seegrube der Nordkettenbahn verläuft der Nordkette-Singletrail, eine der anspruchsvollsten Strecken Europas für Freeride-Mountainbiker. Der Goetheweg verläuft vom Hafelekarhaus der Nordkettenbahn zur Pfeishütte nördlich der Rumer Spitze. Im Winter bildet die Bahn zusammen mit zwei Sesselliften ein Wintersportgebiet, dessen Snowpark Skylinepark besonders bei Snowboardern und Freeskiern beliebt ist. Berühmt sind die Skirouten vom Gipfel des Hafelekars, die besonders bei Tiefschnee zu waghalsigem Variantenfahren zwischen den mächtigen Felsen einladen. Zum Wintersaisonausklang zieht es viele Sportler zum Firngleiten auf die Seegrube. Nach einer zwischenzeitlichen Umbenennung in Nordpark trägt das Skigebiet seit 2009 wieder den Namen Innsbrucker Nordkettenbahnen.

## DasKleine Seilbahnmuseum

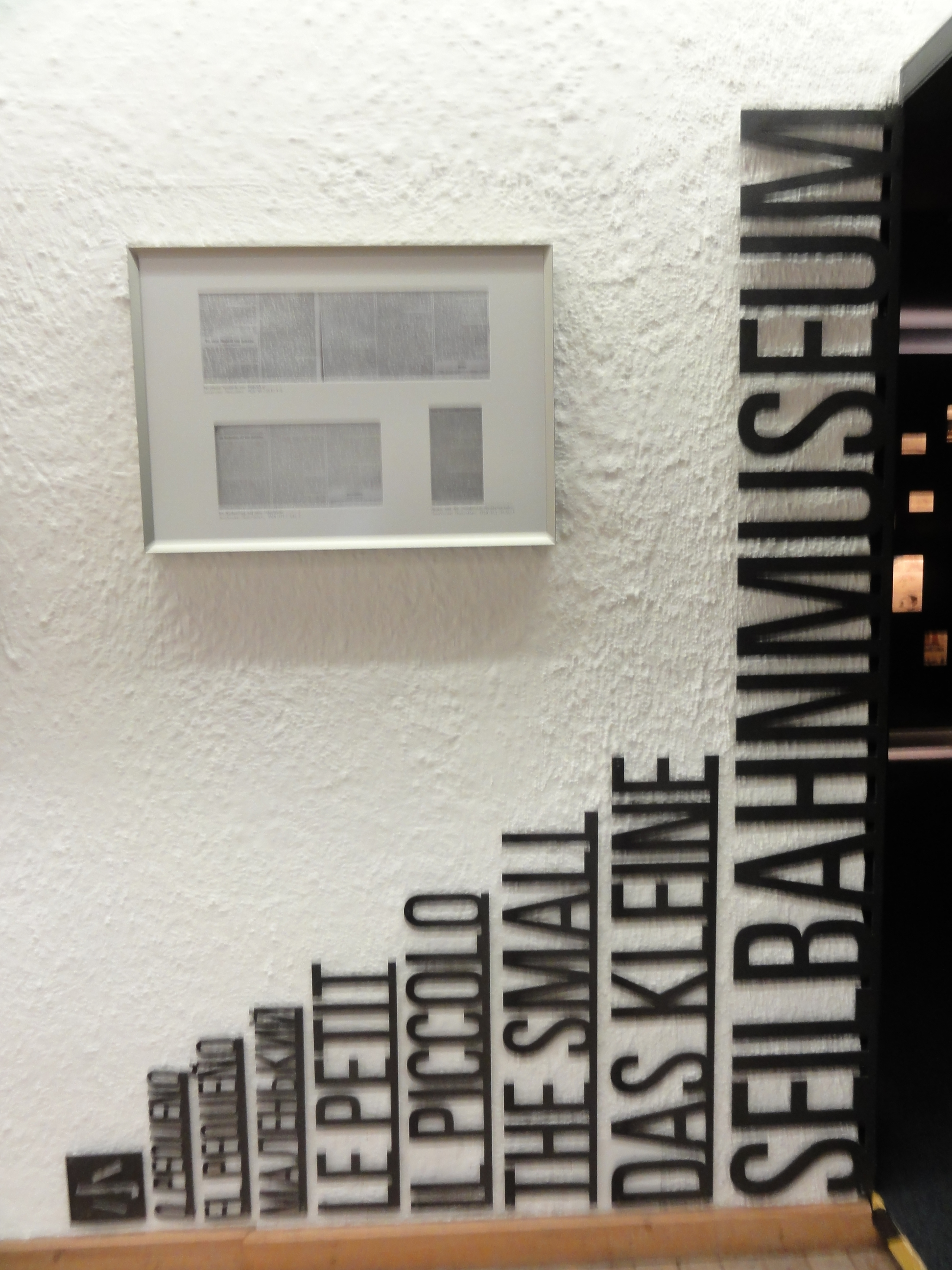
„Das Kleine Seilbahnmuseum“

Seit Mai 2011 zeigt das Kleine Seilbahnmuseum die Geschichte der Bahn. Das Museum ist auf 15 m² in der Talstation auf der Hungerburg untergebracht und zu Betriebszeiten der Bahn geöffnet.

## Bildergalerie

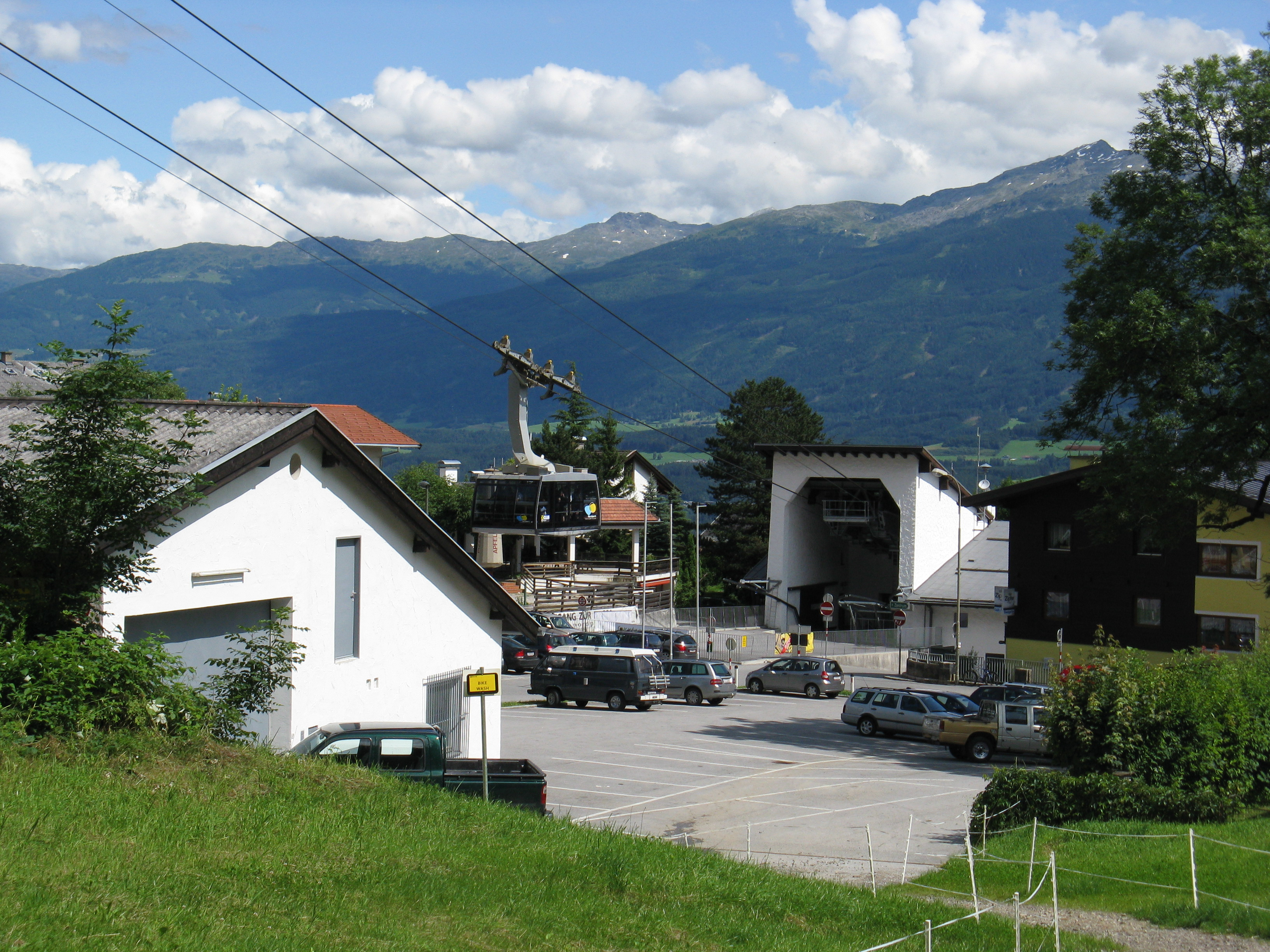
Talstation auf der Hungerburg
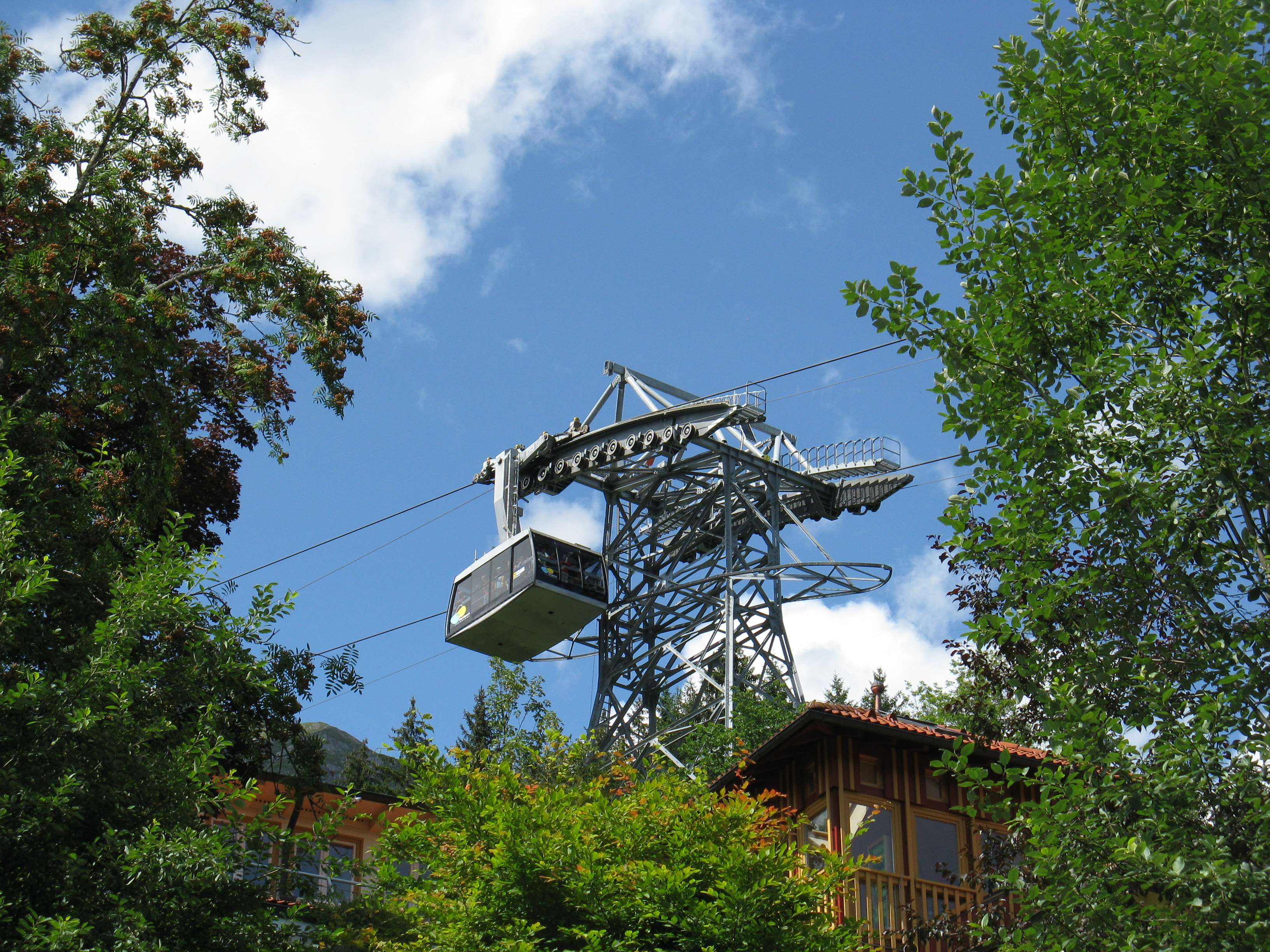
Gondel bei der Stütze 1
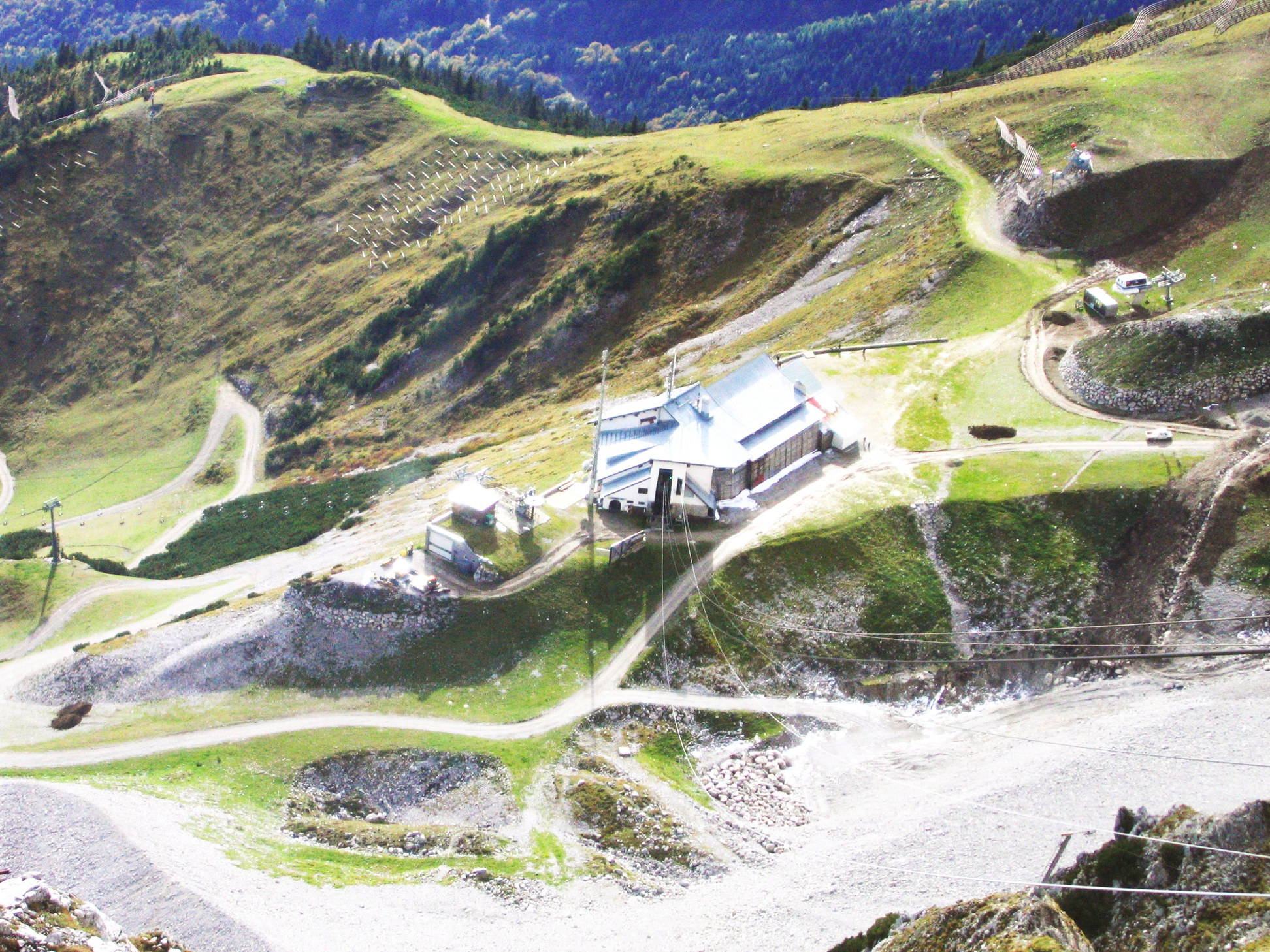
Die Seegrube ist die Mittelstation.
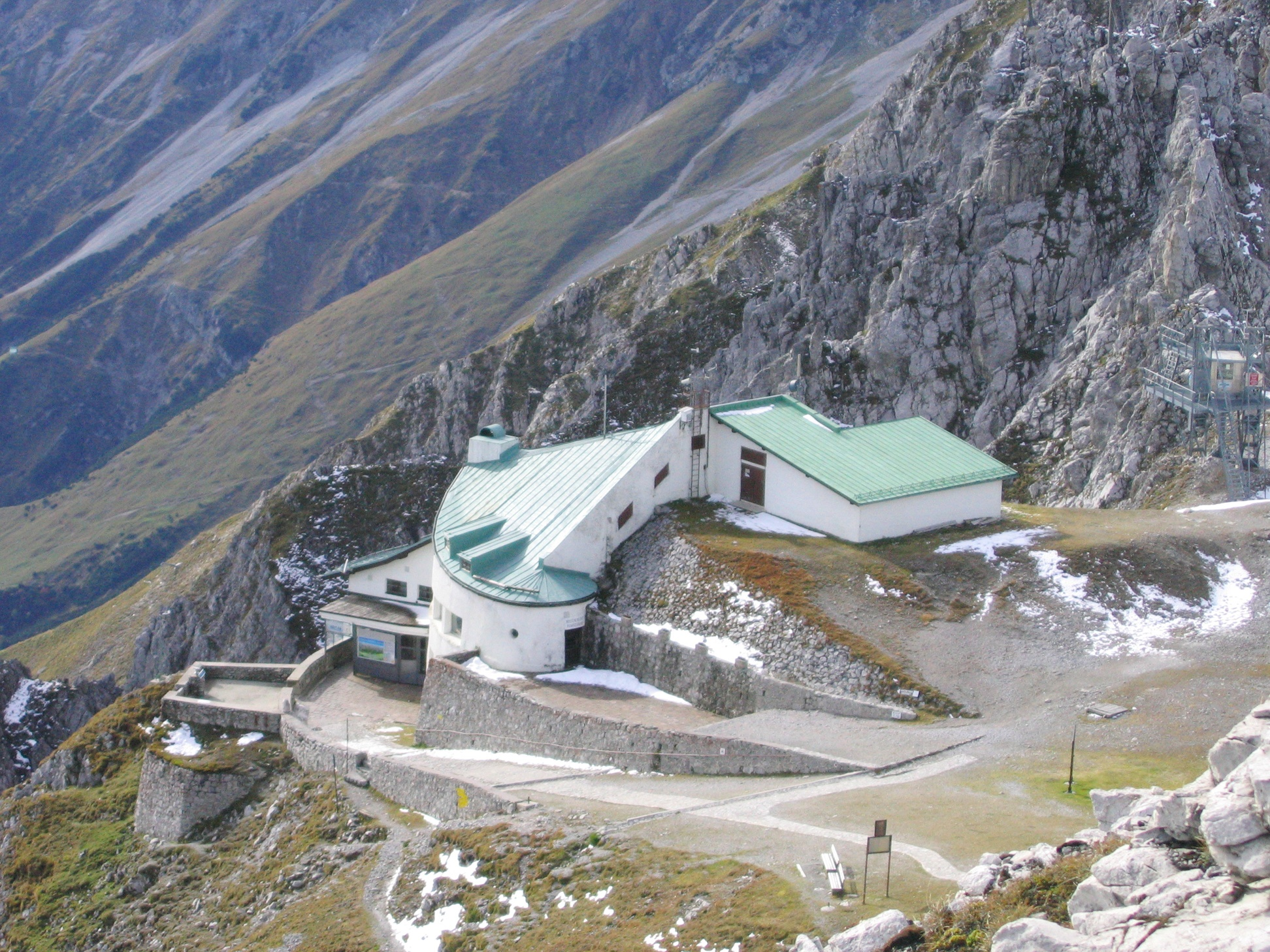
Die Bergstation liegt am Hafelekar.
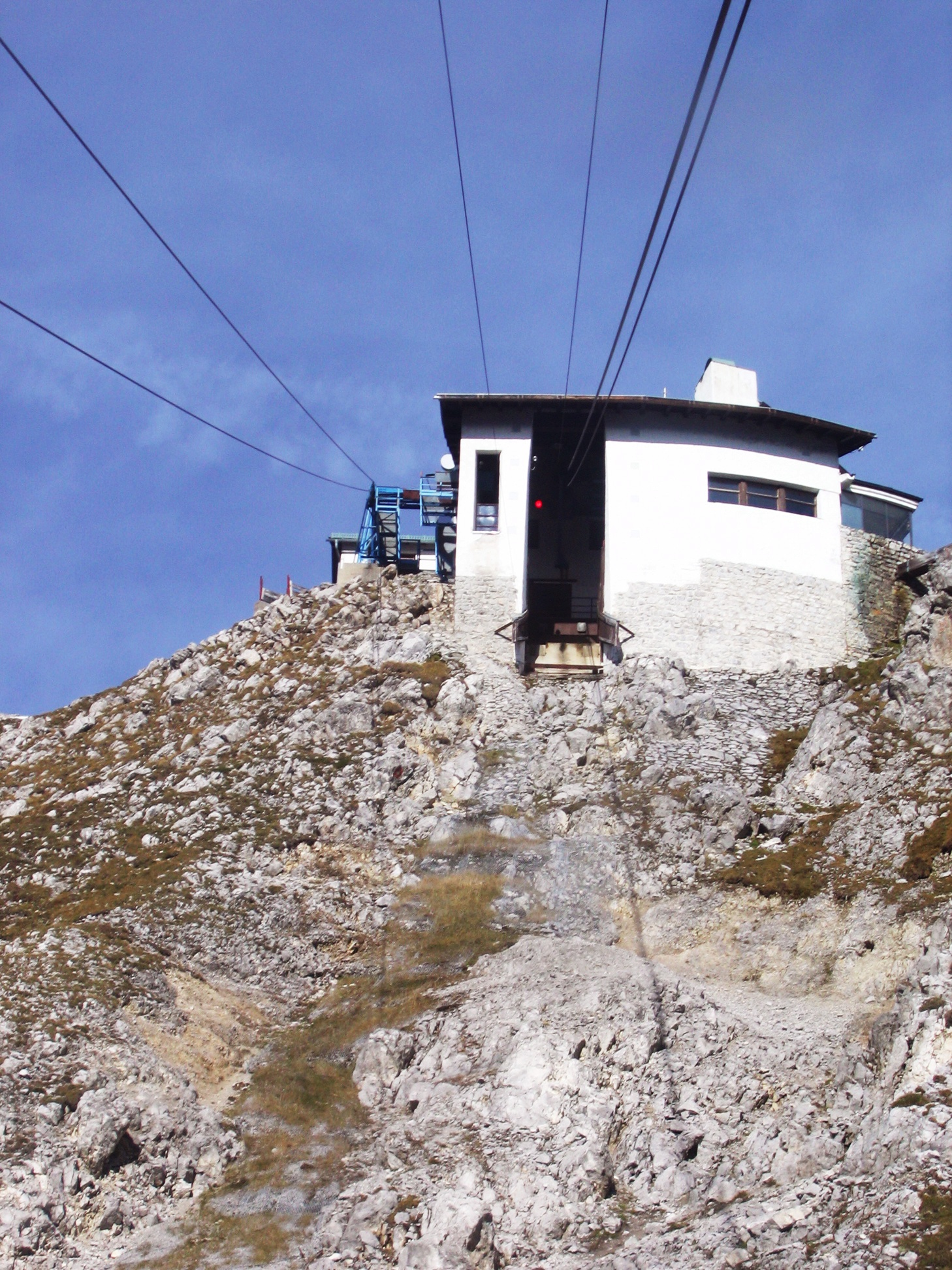
Ankunft bei der Bergstation
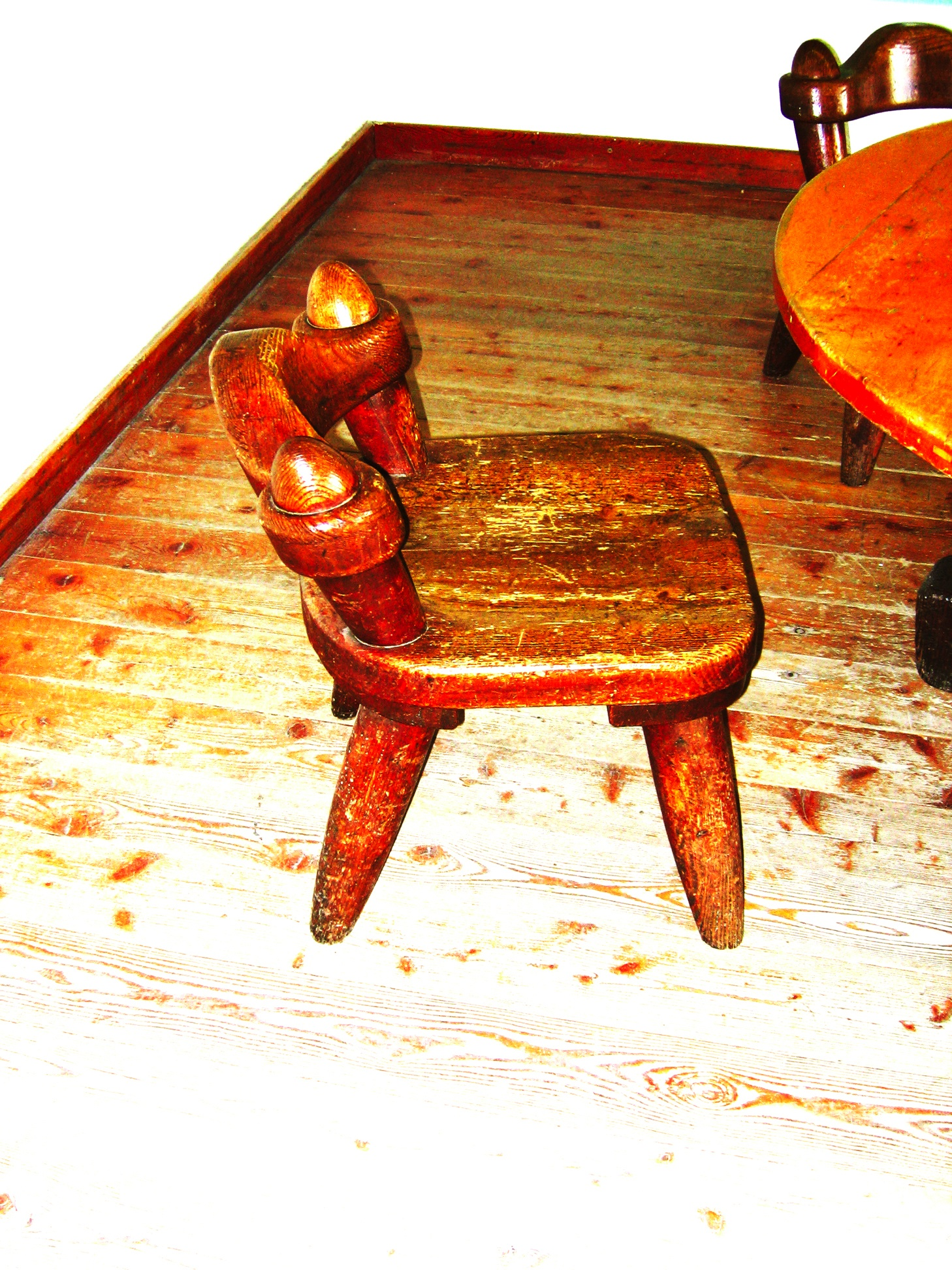
Franz Baumann Stuhl im Wartebereich der Talstation